# Stenellipsis macrophthalma
Stenellipsis macrophthalma là một loài bọ cánh cứng trong họ Cerambycidae.